# Stanislav Broj

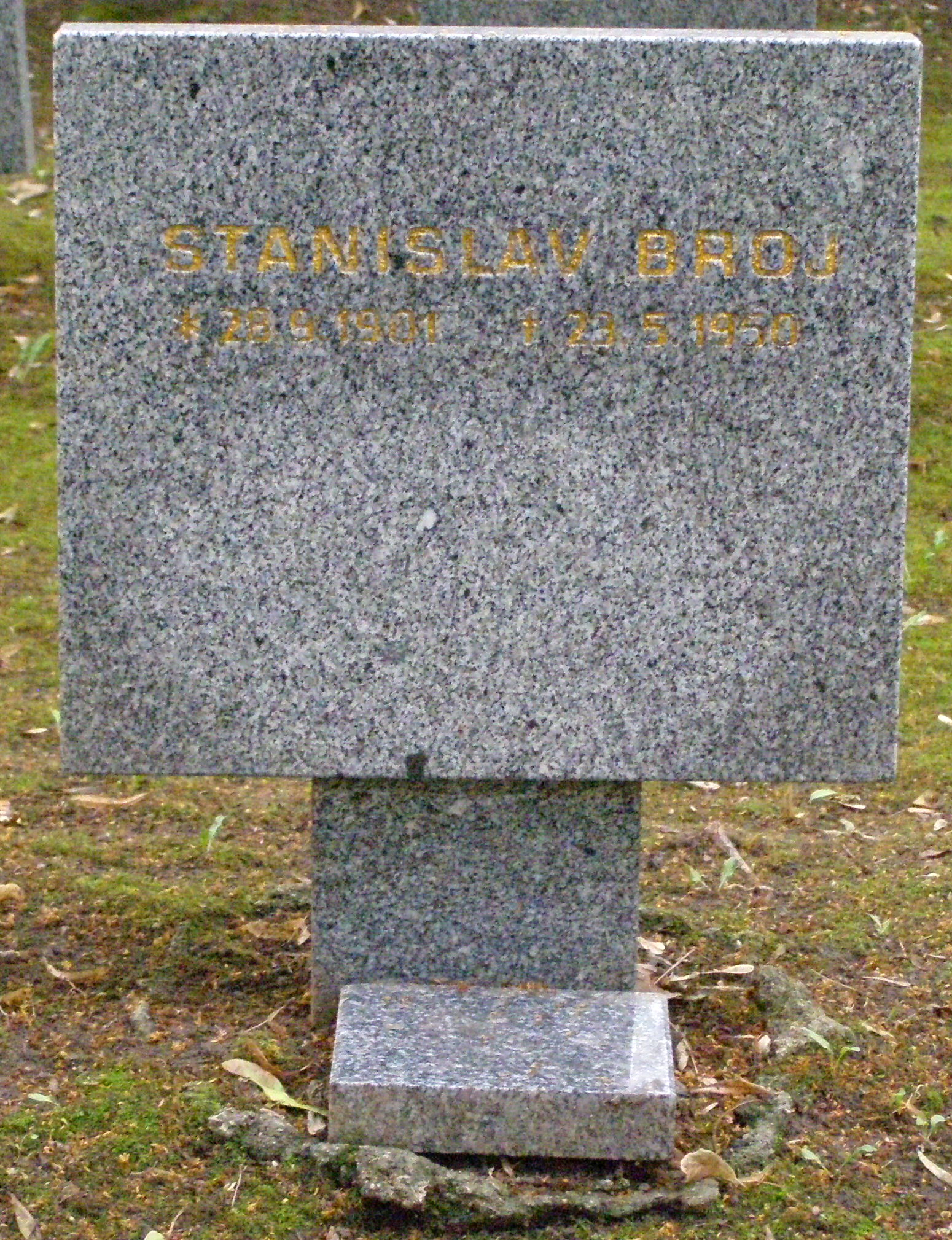
Symbolický hrob na Čestném pohřebišti popravených a umučených z padesátých let (III. odboj) na Ďáblickém hřbitově v Praze.

Stanislav Broj (28. září 1901 Volduchy – 23. května 1950 Praha 14) byl český a československý politik a poválečný poslanec Ústavodárného Národního shromáždění za Československou stranu lidovou. Po roce 1948 pronásledován a popraven komunistickým režimem.

## Biografie
V meziválečném období byl členem agrární strany, po roce 1945 přešel k lidovcům. V parlamentních volbách v roce 1946 se stal poslancem Ústavodárného Národního shromáždění za ČSL. V parlamentu formálně zasedal do voleb do Národního shromáždění roku 1948.
Jako poslanec Národního shromáždění patřil k nejvýraznějším odpůrcům komunistů a vedl dlouhý a těžký boj proti komunistické zemědělské reformě. V roce 1946 působil jako zemědělský referent na Okresním národním výboru v Rokycanech. Stal se rovněž okresním předsedou lidové strany. V březnu 1946 podal trestní oznámení na vyšetřovatele Vladimíra Novotného ze Zbirohu, který byl podporován komunisty a měl překračovat své pravomoce. Kauza se řešila i v parlamentu. Během únorového převratu v roce 1948 patřil Broj ke skupině politiků lidové strany, kteří nesouhlasili s ústupky komunistům. Po únorovém převratu byl už v červnu 1948 zatčen a ve dvou vykonstruovaných procesech odsouzen nejprve k pěti letům těžkého žaláře a posléze v roce 1950 k trestu smrti (za údajnou přípravu vzpoury a útěku). Byl popraven v pankrácké věznici.
Jeho poslední slova před popravou byla: „Prosím Boha, aby vám tuto vraždu odpustil! Umírám proto, že jsem chtěl mít svobodné zemědělce ve svobodné zemi. Oni jimi také budou!“ (odmlka) „Moje děti, odkazuju vás ochraně Boží a Panny Marie, ženu také! Nechť žije svobodné Československo!“
Po popravě bylo Brojovo tělo tajně pohřbeno do šachty č. 17 hromadného hrobu na Ďáblickém hřbitově. Na Čestném pohřebišti na Ďáblickém hřbitově se dnes nachází symbolický Brojův hrob. Tamní symbolické náhrobky odkazují na zemřelé politické vězně bez ohledu na jejich přesné místo pohřbení.
V den 40. výročí popravy Stanislava Broje (23. května 1990) mu byla na jeho rodném domě v obci Volduchy čp. 56 odhalena pamětní deska.
V roce 1992 mu byl in memoriam udělen Řád Tomáše Garrigua Masaryka. Roku 2010 získal čestné občanství města Rokycany.